# Coussapoa
Coussapoa là chi thực vật có hoa trong họ Tầm ma.

## Các loài
Chi này gồm các loài:
- Coussapoa acutifolia
- Coussapoa angustifolia
- Coussapoa apoda
- Coussapoa arachnoidea
- Coussapoa araneosa